# Geeste
Geeste település Németországban, azon belül Alsó-Szászország tartományban. Lakosainak száma 12 263 fő (2023. december 31.). Geeste Twist, Meppen, Haselünne, Bawinkel, Lingen és Wietmarschen községekkel határos.

## Népesség
A település népességének változása:
| Lakosok száma | 9346 | 10 321 | 11 302 | 11 368 | 11 231 | 11 319 | 11 341 | 11 575 | 12 027 | 12 263 |
|               | 1990 | 1995   | 2005   | 2010   | 2015   | 2017   | 2019   | 2020   | 2022   | 2023   |